# Fuirena bushii
Fuirena bushii är en halvgräsart som beskrevs av Robert Kral. Fuirena bushii ingår i släktet Fuirena och familjen halvgräs. Inga underarter finns listade i Catalogue of Life.